# Capilla de Nuestro Padre Jesús (Bollullos Par del Condado)
La Capilla de Nuestro Padre Jesús en Bollullos Par del Condado (Provincia de Huelva, España) es el templo más antiguo del pueblo después de la parroquia. tiene dos naves. La principal, con techumbre mudéjar de artesa con tirantas, que desemboca en la capilla mayor, la más antigua.Cuyo altar mayor se dice que procede del antiguo convento de san Juan de morañina al igual que la imagen de nuestra señora del socorro. La arquería divisoria de naves presenta cuatro arcos de medio punto sobre pilares rectangulares con impostas.
La fecha de ejecución de esta obra consta en un paño cerámico sobre el dintel de la puerta principal. La inscripción dice: "JHS. NUESTRO PADRE JESÚS. MCMLVI" 
Enriquece la fachada principal dos hachones a ambos lados de la puerta principal y un azulejo de María Santísima del Pasmo, mientras que en la facha da lateral se encuentra un azulejo de Nuestro Padre Jesús Nazareno.
Se veneran las imágenes de Nuestro Padre Jesús Nazareno, María Santísima del Pasmo, San Juan Evangelista, Nuestra Señora del Socorro y Nuestro Padre Jesús en su Entrada Triunfal en Jerusalén.
- Datos: Q5748333
- Multimedia: Capilla de Nuestro Padre Jesus, Bollullos Par del Condado / Q5748333